# إتش إس بي سي مصر
بنك إتش إس بي سي مصر هو بنك بريطاني متعدد الجنسيات في مصر، أنشأ سنة 1982 تحت مسمي «بنك هونج كونج المصري» بنسبة 40٪ من ملكية إتش إس بي سي. في يناير 1994، تم تغيير اسم البنك إلى «البنك المصري البريطاني» تحت نفس هيكل المساهمة، اتخذ البنك اسم «إتش إس بي سي مصر»، في أبريل 2001 بعد زيادة مساهمة مجموعة إتش إس بي سي من 40٪ إلى 94.5٪ من رأس مالها المصدر، يقدم مجموعة واسعة من الخدمات المصرفية والخدمات المالية ذات الصلة من خلال شبكة مكونة من 100 فرع و 20 وحدة مصرفية صغيرة في عدة مدن مصرية.

## وصلات خارجية
- الموقع الرسمي